# Fino all'ultimo
Fino all'ultimo (Unto this last), noto anche come Cominciando dagli ultimi, è un libro del 1860 di John Ruskin, composto da quattro saggi di argomento economico precedentemente pubblicati su una rivista. L’intento dell’autore è di ridefinire alcuni principi dell’economia politica classica (così come esposti in particolare da J.S. Mill), tramite una critica morale tesa alla ricerca di ciò che è giusto.

## Contenuto
Nel saggio Le radici dell’onore Ruskin critica la visione della natura umana tipica degli economisti, che riduce ogni movente all'avarizia, sostenendo che in realtà la volontà è piuttosto mossa dagli affetti (e fa l’esempio del rapporto tra un padrone e il suo domestico). L’autore riscontra che invece i rapporti tra un industriale e i suoi operai sono improntati non all'affetto, bensì all'ostilità, e individua due rimedi: fissare il salario indipendentemente dalla domanda di manodopera e mantenere costante il numero degli occupati a prescindere dalla domanda di prodotti (come avviene nell'esercito). Si domanda infine perché la professione del mercante sia generalmente disprezzata, a differenza per es. di quella delle armi: il motivo è che si è convinti che il commerciante (e l’industriale) agisca sempre solo per il proprio interesse. Cerca dunque di definire un’etica professionale degli affari (al pari di quella del soldato del sacerdote del medico e del giurista): essa consiste nel rispettare gli impegni, fornire prodotti di qualità e trattare i propri dipendenti come figli, ciò anche contro i propri interessi.
Nel saggio Le vene della ricchezza, Ruskin critica la concezione mercantile della ricchezza come accumulazione, che si immagina possibile per tutti. In realtà il termine “ricco” è relativo, e implica l’opposto, “povero”. “Il potere di una ghinea che abbiate in tasca dipende esclusivamente dalla mancanza di una ghinea nella tasca del vostro vicino... e l’arte di arricchirvi... è perciò ugualmente e necessariamente l’arte di mantener povero il vostro vicino”. Peraltro ciò che si desidera in realtà non è tanto il possesso di cose, quanto il potere sul lavoro altrui. Per giudicare se una ricchezza è positiva o negativa occorre dunque valutare, moralmente, la sua origine.
Il saggio Qui iudicatis terram, tra i vari argomenti, indaga la natura del giusto salario, che è una somma di denaro che procuri all'operaio tanto lavoro (in termini di tempo) quanto egli ne ha dato. Tale principio implica la condanna della prassi di mettere i lavoratori in gara tra loro a chi fornisca il lavoro al prezzo più basso.
Infine il saggio Ad valorem cerca le definizioni più adeguate di termini come “valore” “ricchezza” “prezzo” e “prodotto”. Ruskin conclude che, se il consumo è lo scopo della produzione, la vita è lo scopo del consumo. “Non v’è Ricchezza che non sia Vita... Quella nazione è più ricca che nutra il maggior numero di nobili e felici esseri umani”.